# Термальная масса
Термальная масса — концепция в строительстве, описывающая процесс того, как масса здания сглаживает приток и отток тепла при изменении суточной температуры за счёт тепловой инерции, называемый также эффектом маховика.
Например, при колебании наружной температуры в течение суток, большая термальная масса внутри покрытого изоляцией здания может спрямлять эти колебания посредством того, что термальная масса способна поглощать энергию тепла, когда окружающая температура выше, чем самого здания, и, соответственно, отдавать теплоэнергию, когда окружающая температура ниже, не достигая при этом теплового равновесия. В этом отличие от изоляционной характеристики материала, которая снижает теплопроводность и позволяет нагреваться и остывать практически без внешнего влияния и просто продлевать удержание энергии внутри здания.
Термальная масса является эквивалентом теплоёмкости, способности хранить энергию тепла. Обозначается символом Cth и измеряется в Дж/°C или Дж/K (равнозначно). Термин «термальная масса» применяется для резервуаров с водой, машин и их частей, живых организмов и других объектов в технике и биологии. В таких случаях говорят о «ёмкости теплоты».